# Antagonist al receptorilor angiotensinei II

Structura chimică a losartanului, primul din clasă

Antagoniștii sau blocanții receptorilor angiotensinei II (BRA, frecvent denumiți sartani) sunt o clasă de medicamente antihipertensive care acționează prin blocarea receptorilor de tipul 1 ai angiontensinei II, blocând astfel contracțiile arteriolelor și efectul retenției ionilor de sodiu din cadrul sistemului renină-angiotensină-aldosteron.

## Reprezentanți
- Azilsartan
- Candesartan
- Eprosartan
- Fimasartan
- Irbesartan
- Losartan
- Olmesartan
- Tasosartan
- Telmisartan
- Valsartan